# Новооскольський район
Новооскольський район (рос. Новооскольский район) — адміністративна одиниця Росії, Бєлгородська область. До складу району входять одне місто і 17 сільських поселень.
Адміністративний центр — місто Новий Оскол.

## Географія
Район розташовано у центральній частині області. На півночі межує — з Чернянським, на сході — з Красногвардійським, на півдні — з Волоконовським, на південному заході — з Шебекінським, на заході — з Корочанським район області. Площа території — 1401 км².

## Історія
Район утворено 30 липня 1928 року у складі Острогозького округу Центрально-Чорноземної області (з 1929 року - у складі Старооскольського округу). 13 червня 1934 роки після поділу Центрально-Чорноземної області Новооскольський район увійшов до складу Курської області.
6 січня 1954 року Новооскольський район увійшов до складу новоствореної Бєлгородської області. В 1963 році до складу району включена територія скасованого Великомихайлівського району.
1 лютого 1963 було утворено Новооскольський сільський район, до складу якого увійшло місто Новий Оскол.

## Адміністративний поділ
- Міське поселення місто Новий Оскол
- Бєломєстнене сільське поселення
- Богородське сільське поселення
- Великоівановське сільське поселення
- Боровогріневське сільське поселення
- Васильдольське сільське поселення
- Великомихайлівське сільське поселення
- Глиннівське сільське поселення
- Миколаївське сільське поселення
- Ніновське сільське поселення
- Новобезгінське сільське поселення
- Оскольське сільське поселення
- Солонець-Полянське сільське поселення
- Старобезгінське сільське поселення
- Тростенецьке сільське поселення
- Шараповське сільське поселення
- Яковлевське сільське поселення